# Aéroport de Lloydminster
L'aéroport de Lloydminster est un aéroport situé en Alberta, au Canada.